# Хосе Клементе Ороско
Хосе Клементе Ороско (на испански: José Clemente Orozco) е мексикански живописец и график, роден на 23 ноември 1883 г. и починал на 7 септември 1949 г.
Той е сред най-големите новатори в областта на монументалната живопис на ХХ век и представител на мексиканските художници стенописци, най-известните от които са Диего Ривера, Давид Сикейрос, Хосе Гуадалупе и Леонардо Мендес. Работил и творил в Мексико и САЩ.

## Стенописи
- Стенопис в Колежа Дартмут (1932 – 1934)
- Стенопис в Колежа Дартмут (1932 – 1934), „Заминаването на Кетцалкоатъл“, детайл
- Стенопис в Колежа Дартмут (1932 – 1934), „Боговете на съвременния свят“, детайл
- Стенопис в болницата Hospicio Cabañas: „Мъже на огъня“ (1938 – 1939)